# القوات المسلحة للنيجر

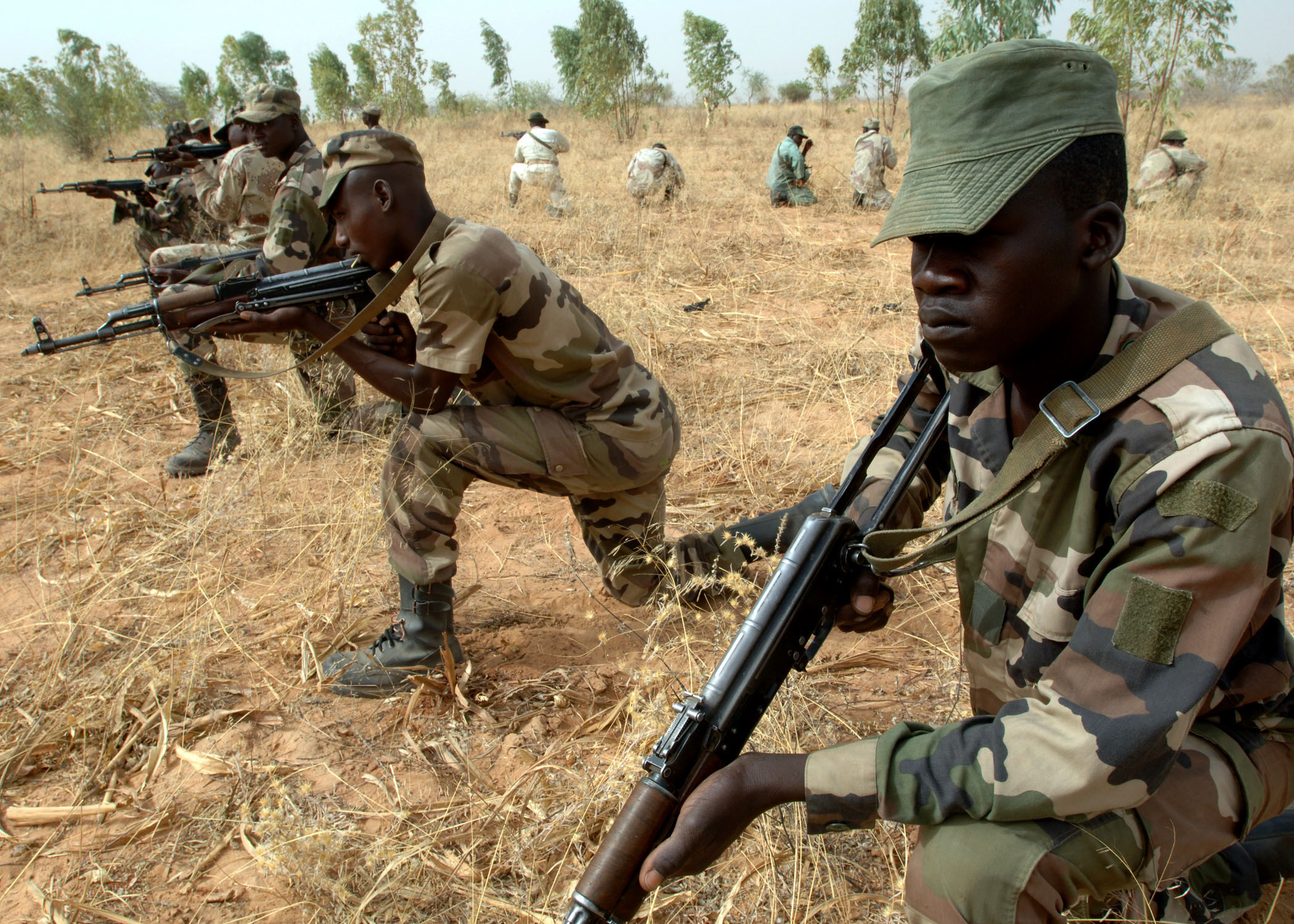
جنود من فوج المظلات 322 يمارسون التكتيكات الميدانية مع الجيش الأمريكي عام 2007.

القوات المسلحة للنيجر (بالفرنسية: Forces armées nigériennes)‏ تشمل فروع خدمة القوات المسلحة العسكرية (الجيش النيجري والقوات الجوية النيجرية)، وفروع الخدمات شبه العسكرية (الدرك الوطني النيجري والحرس الوطني النيجري) والشرطة الوطنية النيجرية. يخضع كلاًّ من الجيش والقوات الجوية والدرك الوطني لوزارة الدفاع النيجرية بينما يخضع الحرس الوطني والشرطة الوطنية لقيادة وزارة الداخلية النيجرية. وباستثناء الشرطة الوطنية فإنه يتم تدريب جميع القوات العسكرية وشبه العسكرية بطريقة عسكرية مُنظمة. رئيس النيجر هو القائد الأعلى للقوات المسلحة جميعها.

## القوات المسلحة العسكرية
فرعي الخدمة العسكرية (جيش النيجر والقوات الجوية للنيجر) يرأس كل منهما رئيسا أركان كل منهما يعمل كمساعد لرئيس الأركان المشتركة للقوات المسلحة العسكرية (بالفرنسية: Chef d'Etat Major des Armées). أما العمليات العسكرية فيقودها مكتب الأركان المشتركة (بالفرنسية: État Major Général des Armées). بالإضافة إلى ذلك لكل فرع عسكري مكتب أركان خاص به.
يتولى رئيس الأركان المشتركة قيادة العمليات لجميع القوات العسكرية ويخضع لقيادة وزير الدفاع، والذي يقدم تقاريره إلى رئيس النيجر. يشبه هذا النظام إلى حد كبير نموذج القوات المسلحة الفرنسية. كما يُعين الرئيس النيجيري رئيس الأركان الخاص في مكتب الرئيس ورئيس الحرس الرئاسي الذي يخضع مباشرة للرئيس. وكذلك رئيس الأركان الخاص ورئيس حرس الرئاسة في هيئة الأركان المشتركة.

### الجيش النيجري
جيش النيجر عبارة عن القوات المسلحة العسكرية البرية بإجمالي 5,200 مُنتسب.  وتشمل الوحدات اللوجيستية والمشاة الآلية والمشاة المحمولة جواً والمدفعية وسرايا المدرعات.
هناك ما مجموعه 10 كتائب مشاة آلية، ثلاث منها من الصحراء، وتتألف كل هذه الكتائب من كتائب لوجستية وهندسية وسرية إطفاء وسرية مشاة، سواء كانت محمولة جواً أو براً، وكذلك سرب مدرع وسرية مدفعية.
يتولى قيادة الجيش رئيس الأركان من العاصمة نيامي من خلال قادة معينين لكل من "مناطق الدفاع" السبع، والتي تتداخل إلى حد كبير مع كل منطقة من المناطق في النيجر.

#### التسليح
الجيش النيجري ضعيف التجهيز بالمدرعات والدبابات. وباستثناء عربتين مصفحتين تم شراؤهما من الصين في عام 2009، فإن معظم المركبات المدرعة لا يقل عمرها عن 20 عامًا. ومع ذلك فإن الجيش مجهز جيدًا بسيارات تويوتا لاندكروزر ذات الدفع الرباعي المزودة بمدافع رشاشة من عيار مختلف. ومن الناحية اللوجستية تم تحسين خزانات نقل الوقود والماء وسيارات الإسعاف مؤخرًا للمساعدة في مهام الدوريات لمسافات طويلة بالإضافة إلى زيادة القدرة اللوجستية العامة للجيش. 
| بانهارد VBL  | فرنسا                      | سيارة مصفحة     | 7   |  |
| AML 60/90    | فرنسا                      | سيارة مصفحة     | 125 |  |
| UR-416       | ألمانيا                    | ناقلة جند مصفحة | 8   |  |
| ZFB-05       | الصين                      | ناقلة جند مصفحة | 8   |  |
| WZ-523       | الصين                      | ناقلة جند مصفحة | 2   |  |
| بانهارد إم 3 | فرنسا                      | ناقلة جند مصفحة | 32  |  |
| مامبا MK7    | الولايات المتحدة الأمريكية | ناقلة جند مصفحة | 35  |  |
| بوما إم 36   | جنوب أفريقيا               | ناقلة جند مصفحة | 11  |  |

## القوات الجوية النيجرية

### التاريخ
تشكل سلاح الجو النيجري لأول مرة في عام 1961. تمت إعادة هيكلته لاحقًا ليصبح الجناح الجوي الوطني في عام 1989. وقبل عام 2003 كانت القوات المسلحة النيجرية في فرع واحد مع رئيس أركان واحد يشرف على القوات البرية والجناح الجوي الوطني. بعد إعادة الهيكلة التنظيمية في عام 2003 ، تم تنظيم القوات المسلحة للنيجر في فرعين خدميين رئيسيين: القوات البرية (بالفرنسية: armée de terre) والقوات الجوية (Armée de l'air). كان يرأس كل فرع رئيس أركان مسؤول أمام رئيس الأركان المشتركة للقوات المسلحة العسكرية.[بحاجة لمصدر] كجزء من هذا الهيكل الجديد تمت إعادة تسمية الجناح الجوي الوطني باسم سلاح الجو للنيجر (القوة الجوية للنيجر) في 17 ديسمبر 2003.  يقود سلاح الجو النيجر رئيس أركان القوات الجوية، وهو مسؤول أمام القائد المشترك ووزير الدفاع.[بحاجة لمصدر]

شعار القوات الجوية للنيجر

| الطائرات                | أصل               | يكتب                     | متغير             | في الخدمة         | ملحوظات                         |                   |
| الطائرات المقاتلة       | الطائرات المقاتلة | الطائرات المقاتلة        | الطائرات المقاتلة | الطائرات المقاتلة | الطائرات المقاتلة               | الطائرات المقاتلة |
| ----------------------- | ----------------- | ------------------------ | ----------------- | ----------------- | ------------------------------- | ----------------- |
| سوخوي سو 25             | الاتحاد السوفياتي | هجوم                     |                   | 2                 |                                 |                   |
| ينقل                    |                   |                          |                   |                   |                                 |                   |
| 228                     | ألمانيا           | ينقل                     |                   | 1                 |                                 |                   |
| سيسنا 208               | الولايات المتحدة  | جدوى                     |                   | 4                 | طائرتان للاستطلاع               |                   |
| بيتشكرافت سوبر كينج اير | الولايات المتحدة  | ينقل                     | 350               | 1                 |                                 |                   |
| لوكهيد سي -130 هرقل     | الولايات المتحدة  | ينقل                     | سي -130 هـ        | 3                 | القوات الجوية الأمريكية السابقة |                   |
| طائرات هليكوبتر         |                   |                          |                   |                   |                                 |                   |
| الجرس 412               | إيطاليا           | النقل / ريال سعودي       | AB-412            | 2                 | 2 عند الطلب                     |                   |
| ميل مي 17               | روسيا             | ينقل                     |                   | 3                 |                                 |                   |
| ميل مي 24               | روسيا             | هجوم                     | Mi-24/35          | 1                 | 2 عند الطلب                     |                   |
| ايروسباسيال غزال        | فرنسا             | الكشافة / المضادة للدروع | SA341             | 3                 |                                 |                   |
| طائرات المدربين         |                   |                          |                   |                   |                                 |                   |
| TAI Hürkuş              | ديك رومى          | مدرب أساسي / متقدم       | ب                 | 2                 |                                 |                   |

## البعثات الخارجية
في عام 1991، أرسلت النيجر فرقة عسكرية قوامها 400 فرد للانضمام إلى القوات المتحالفة بقيادة الولايات المتحدة ضد العراق أثناء حرب الخليج.
قدمت النيجر كتيبة من قوات حفظ السلام لبعثة الأمم المتحدة في ساحل العاج. واعتبارًا من عام 2003 ، تم نشر القوات FAN في البعثات الأجنبية التالية: 
- مجموعة المراقبة : ليبيريا ، غينيا بيساو.
- الإتحاد الأفريقي : بوروندي وجزر القمر ومالي.
- الأمم المتحدة : رواندا، جمهورية الكونغو الديمقراطية، مالي.

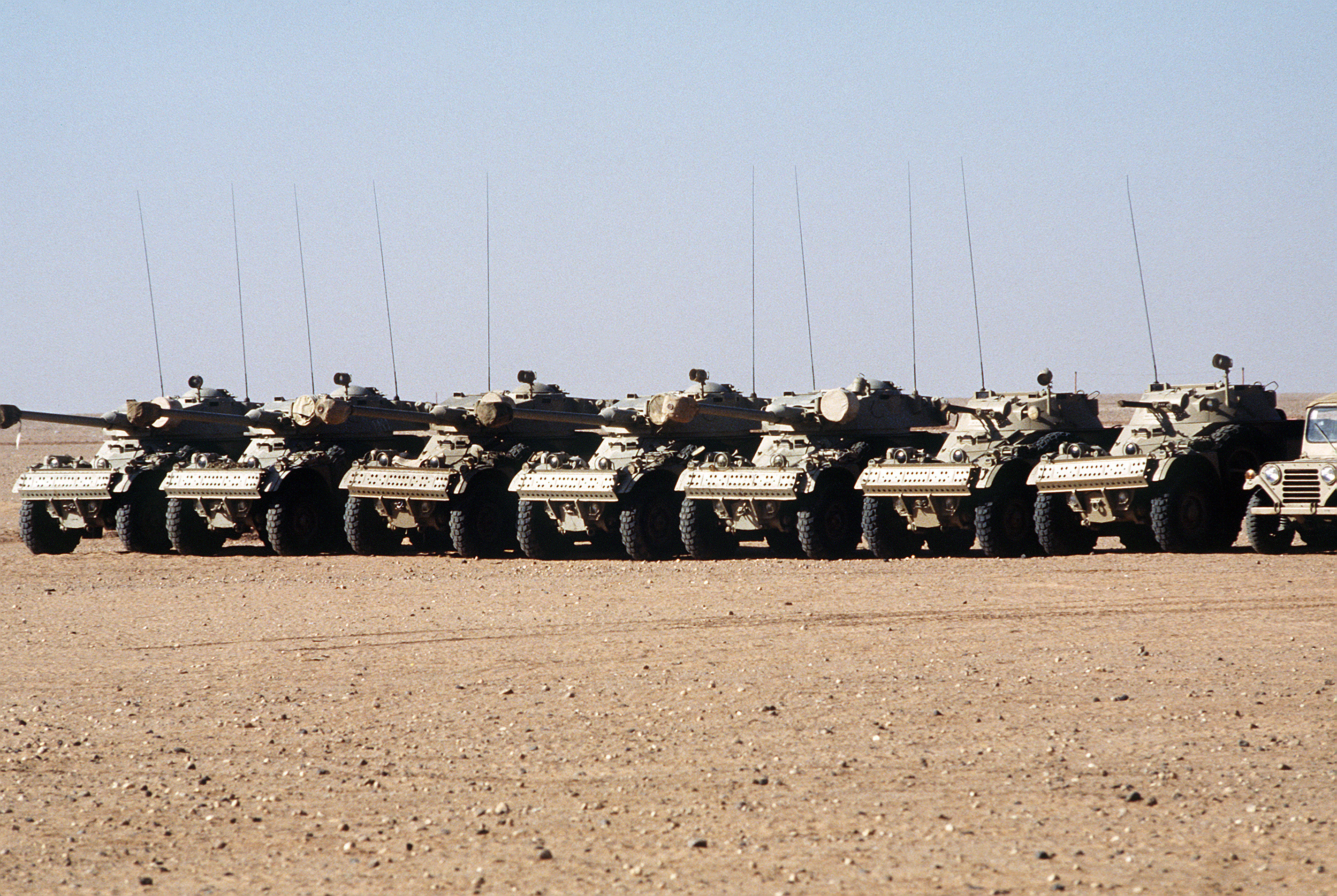
سيارات النيجر بنهارد إيه إم إال المدرعة الخفيفة المزودة بمدافع 90 ملم تقف في منطقة احتجاز أثناء عملية درع الصحراء.

## التدخلات في الحياة السياسية
في عام 1974 أطاح الجنرال سين كونتشي بأول رئيس للنيجر حماني ديوري واستمر النظام العسكري الذي أعقب ذلك في حين ابتُلي بمحاولات انقلابية خاصة به حتى عام 1991. وبينما كانت تمثل فترة ازدهار نسبي سمحت الحكومة العسكرية في تلك الفترة بالقليل من حرية التعبير وسجنت وقامت بالقتل التعسفي.

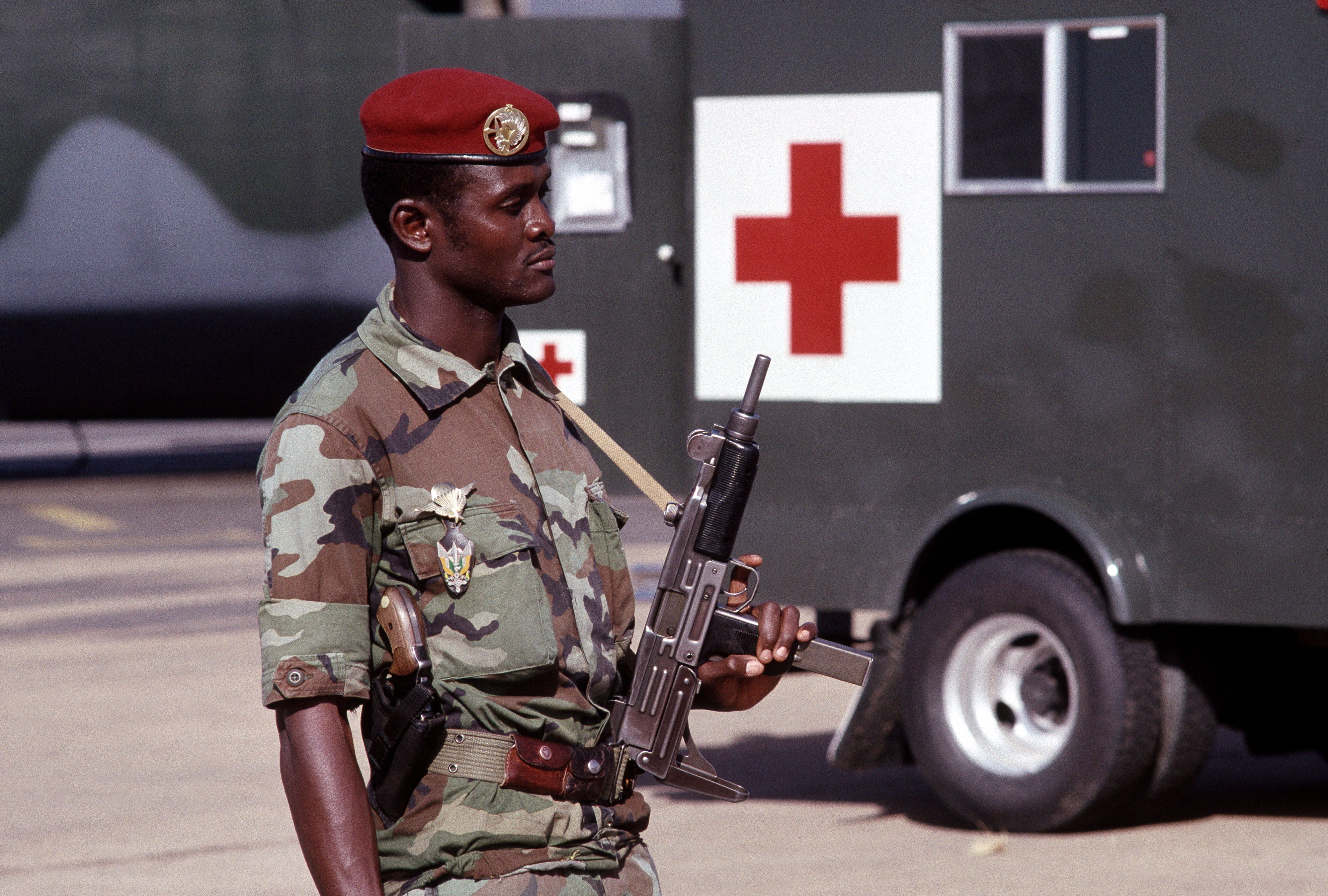
مظلي من سرية المظلات "فان" مسلح بمدفع رشاش عوزي إسرائيلي الصنع 1988.

في عام 1996 قام ضابط سابق في عهد كونتشي ورئيس الأركان آنذاك إبراهيم باري ميناسارا، بانقلاب وأعاد الجيش إلى السلطة مرة أخرى.
خلال فترة حكم مينصرة، أفادت منظمات غير حكومية أجنبية بوقوع انتهاكات لحقوق الإنسان بما في ذلك اكتشاف 150 جثة في مقبرة جماعية في بولتونجوري، ويُعتقد أنها من متمردي التبو.
في أبريل 1999 تم تنظيم الانقلاب الثالث بقيادة داودا مالام وانكي مما أدى إلى مقتل الرئيس إبراهيم باري على يد حراسه. وحتى الآن تمت مقاضاة أصحاب هذه الجريمة.  وقد تولى الرائد داودا مالام وانكي قائد المنطقة العسكرية في نيامي ورئيس الحرس الجمهوري السُّلطة لكنه أعاد البلاد إلى الحكم المدني في غضون عام. انتهى نظام دوادا مالام وانكي العسكري بانتخاب مامادو تانجا في عام 1999 الذي أطاح به بعد عشر سنوات بانقلاب عسكري آخر وهو الرابع في تاريخ البلاد.

## الرعاية الثقافية
يرعى الجيش والحرس الوطني والشرطة الوطنية أندية كرة القدم شبه المحترفة ، آسفان و آس-فينس ونادي الشرطة والتي تلعب في دوري النيجر الممتاز.

## الميزانية والمساعدات الخارجية
ميزانية الدفاع في النيجر متواضعة، حيث تمثل حوالي 1.6٪ من النفقات الحكومية. تقدم فرنسا الحصة الأكبر من المساعدات العسكرية للنيجر. كما تقدم جمهورية الصين الشعبية مساعدات عسكرية.
يوجد حوالي 18 مستشارا عسكرياً فرنسياً موجودون في النيجر حيث يتلقى العديد من الأفراد العسكريين النيجيريين تدريبات في فرنسا، والقوات المسلحة النيجيرية مجهزة بشكل أساسي بمواد إما مقدمة من فرنسا أو تم شراؤها في فرنسا. بينما قدمت الولايات المتحدة مساعدة على تدريب الطيارين وموظفي دعم الطيران والتعليم العسكري المهني لضباط الأركان والتدريب التخصصي الأولي للضباط الصغار.
بدأ برنامج صغير للمساعدة العسكرية الأجنبية في عام 1983، وافتتح مكتب الملحق الدفاعي الأمريكي في يونيو 1985. بعد تحويله إلى مكتب للمساعدة الأمنية في عام 1987 تم إغلاقه لاحقًا في عام 1996.
بعد الانقلاب العسكري أعيد فتح مكتب الملحق الدفاعي الأمريكي في يوليو 2000.قدمت الولايات المتحدة النقل والمساعدات اللوجستية للقوات النيجيرية المنتشرة في ساحل العاج في عام 2003.وفي مارس 2024 ألغى المجلس العسكري الحاكم في النيجر بأثر فوري اتفاقاً عسكرياً مع الولايات المتحدة يسمح بتواجد عسكريين وموظفين مدنيين من وزارة الدفاع الأميركية البنتاجون على أراضي البلاد.

## اقتباسات
1. ↑  مذكور في: Historical Dictionary of Niger (5th edition). الصفحة: 222-225. الناشر: رومان آند ليتل فيلد. لغة العمل أو لغة الاسم: الإنجليزية. تاريخ النشر: 2020. المُؤَلِّف: Abdourahmane Idrissa.
2. 1 2  Niger — the World Factbook. Retrieved 10 March 2021. نسخة محفوظة 2023-03-06 على موقع واي باك مشين.
3. ↑  Six éléments des Forces Armées nigériennes rejoignent les rebelles au Nord نسخة محفوظة 2008-03-05 على موقع واي باك مشين.. APA, 24 May 2007.
4. ↑  Iférouane, prise en étau, se vide de ses habitants نسخة محفوظة 30 September 2007 على موقع واي باك مشين.. Agence France-Presse: 27 August 2007.
5. 1 2 3 4 5  Delalande، Arnaud (15 مارس 2018). "Niger's desert warriors". Key Aero. مؤرشف من الأصل في 2023-05-16.
6. 1 2  Au Conseil des ministres : le gouvernement adopte plusieurs projets de lois et des mesures nominatives نسخة محفوظة 2012-03-23 على موقع واي باك مشين.. Government of Niger, 2011-06-11.
7. ↑  IISS Military Balance 2012, pp446.
8. 1 2 3 4  Army trade registry. Last accessed in July 2014 نسخة محفوظة 2023-05-29 على موقع واي باك مشين.
9. ↑  Cooperation militaire Niger-US. Last accessed on July 15, 2014. نسخة محفوظة 2022-10-11 على موقع واي باك مشين.
10. ↑  "Coopération militaire Niger/Royaume d'Arabie Saoudite : 38 camions et d'importants matériels militaires au profit des Forces Armées Nigériennes" [Military Cooperation Niger / Kingdom of Saudi Arabia: 38 trucks and important military equipment for the benefit of the Nigerian Armed Forces]. مؤرشف من الأصل في 2014-07-29. اطلع عليه بتاريخ 2014-07-20.
11. 1 2 3 4  Niger Land Forces military equipment and vehicles of Nigerien army. Last accessed July 19, 2014. نسخة محفوظة 2023-07-26 على موقع واي باك مشين.
12. ↑  Defense Web - Africa leading defense portal. Last accessed in July 2014. نسخة محفوظة 2023-06-25 على موقع واي باك مشين.
13. ↑  Lionel، Ekene. "Niger gets $8 million worth of Mamba armored vehicles from the US – Military Africa". مؤرشف من الأصل في 2023-07-19.
14. ↑  "Lutte contre le terrorisme : les États-Unis d'Amérique renforcent les capacités de deux centres de formation des Forces Armées Nigériennes". ActuNiger. 20 سبتمبر 2022. مؤرشف من الأصل في 2023-07-19.
15. ↑  Zabeirou، Moussa (3 أغسطس 2011). "Cinquantenaire de l'aviation militaire du Niger : un demi siècle de professionnalisme et d'excellence au service de la Nation". Le Sahel. مؤرشف من الأصل في 2012-03-22.
16. 1 2 3 4 5 6 7  "World Air Forces 2023". Flightglobal Insight. 2023. مؤرشف من الأصل في 2023-02-13. اطلع عليه بتاريخ 2023-01-10.
17. ↑  "Nigérien Air Force inducts three C-130Hs into service". Military Africa. 7 يناير 2023. مؤرشف من الأصل في 2023-03-27. اطلع عليه بتاريخ 2023-01-08.
18. ↑  "Deux Agusta-Bell AB-412 ex-Guardia di Finanza livrés aux Forces Armées Nigériennes". 20 أكتوبر 2022. مؤرشف من الأصل في 2022-10-22.
19. ↑  "TUSAŞ hangi ülkelere kaç adet hava aracı teslim etti?" (بالتركية). 24 May 2023. Archived from the original on 2023-06-05. Retrieved 2023-05-24.
20. ↑  Dossier Niger: Les forces armées nigériennes (FAN) نسخة محفوظة 2012-02-14 على موقع واي باك مشين., Ministère des Affaires étrangères (France), 2003.
21. ↑  For a detailed account in english of the inner workings of the military regime, see Samuel Decalo (1990), pp.241–285.
22. ↑  Niger: The people of Niger have the right to truth and justice, 6 April 2000, منظمة العفو الدولية. President Mainassara: A profile, BBC, April 9, 1999. نسخة محفوظة 2023-07-28 على موقع واي باك مشين.
23. ↑  
Niger: A copybook coup d'etat, April 9, 1999, BBC. Military controls Niger , April 10, 1999, BBC. نسخة محفوظة 2023-04-16 على موقع واي باك مشين.
24. ↑  ب، أ ف (17 مارس 2024). ""أحادي ومجحف".. النيجر تلغي اتفاق التعاون العسكري مع أميركا". Asharq News. مؤرشف من الأصل في 2024-03-17. اطلع عليه بتاريخ 2024-03-17.